# Facidia luteilinea
Facidia luteilinea là một loài bướm đêm trong họ Erebidae.